# لاوژاوژوانگ
لاوژاوژوانگ (به لاتین: Laozhaozhuang) یک شهرک در جمهوری خلق چین است که در لینکینگ واقع شده‌است.